# 배명중학교
배명중학교(培明中學校)는 대한민국 서울특별시 송파구 삼전동에 있는 사립 중학교이다.

## 학교 연혁
- 1934년 7월 17일 : 조용구 선생 ‘광희문 배화여학교’ 광희문 분교 경영권 인수
- 1934년 10월 7일 : ‘광희문 배화여학교’ 개교
- 1934년 11월 11일 : 조용구 선생 초대 학교장 취임
- 1936년 6월 19일 : 학칙 변경 인가, 교명 ‘광희 배명학교’ 로 개명하고 남녀공학으로 개편
- 1940년 7월 17일 : 성동구 상왕십리 783번지로 교사(校舍) 이전 (대지 2,999평, 건 385평)
- 1942년 1월 28일 : 교명을 ‘경성배명학교’ 로 개명
- 1945년 11월 7일 : 조용구 선생 ‘배명학원’ 을 설립하고 설립자 겸 교장으로 취임
- 1949년 3월 7일 : ‘배명 초급 중학교’ 로 인가 후 조용구 선생 교장으로 취임(주간 인문 6학급, 야간 상업 6학급)
- 1949년 3월 7일 : 재단법인 ‘배명학원’ 설립, 조소앙 선생 초대 이사장 취임
- 1949년 4월 1일 : ‘배명 초급 중학교’ 개교
- 1951년 8월 31일 : 교육법 개정에 따라 ‘배명중학교’ 로 개편 (주간 9학급, 정원 450명)
- 1958년 9월 15일 : 철근 콘크리트 3층 본관 455.93평 증축 교사 준공
- 1959년 1월 17일 : 중학교 학칙 변경, 가. 18학급 정원 900명, 야간 6학급 정원 30명
- 1984년 2월 25일 : 송파구 삼전동 172-1로 배명중•고등학교 이전
- 2001년 10월 7일 : 탄암 조용구 선생 동상 제막식
- 2023년 2월 10일 : 제71회 졸업식
- 2023년 2월 21일 : 김영주 선생 제10대 이사장 취임
- 2023년 3월 2일 : 이정재 선생 제12대 중학교 교장 취임

## 참고 자료
- 배명중학교 - 한국교육학술정보원 학교알리미